# 岡本徳三
岡本 徳三（おかもと とくぞう、1892年（明治25年）9月9日 - 1940年（昭和15年）5月13日）は、日本の陸軍軍人。最終階級は陸軍少将。

## 経歴
滋賀県出身。大阪陸軍地方幼年学校、中央幼年学校を経て、1913年（大正2年）5月、陸軍士官学校（25期）を卒業。同年12月、歩兵少尉に任官し歩兵第36連隊付となる。陸軍運輸部本部員、参謀本部付勤務などを経て、1923年（大正12年）11月、陸軍大学校（35期）を卒業し歩兵第36連隊中隊長に就任。
1927年（昭和2年）3月、運輸部付となり、1928年（昭和3年）8月、歩兵少佐に昇進し陸軍通信学校付となる。1930年（昭和5年）3月、歩兵第14連隊大隊長となり、1932年（昭和7年）2月から3月まで、第一次上海事変に出動した。同年8月、第5師団参謀となり、1933年（昭和8年）8月、歩兵中佐に進み近衛歩兵第1連隊付となる。1934年（昭和9年）8月、関東軍司令部付（ハルビン碇泊場司令官）に転じ、運輸部員を経て、1937年（昭和12年）8月、歩兵大佐に進級し下関要塞参謀に就任。
1938年（昭和13年）4月、歩兵第71連隊長に発令され、1939年ノモンハン事件に出動。1939年（昭和14年）7月、第23師団参謀長・大内孜大佐が戦死し、その後任に就任。同年8月、手榴弾攻撃により重傷を受けて入院し、同年9月、第23師団司令部付となり帰国。1940年5月13日入院中の東京第1陸軍病院（現国立国際医療研究センター）で、やはり同室に入院療養していた同期の米岡米吉陸軍大佐により刺殺されたとされ、同日陸軍少将に進んだ。この殺害については、米岡の精神錯乱と通常語られるが、ノモンハン事件では他の生き残った連隊長・佐官クラスの者が多数自決を強いられていることから、ノモンハンの敗戦責任がらみで何らかの事態があったことを疑う向きもある。墓所は多磨霊園。

## 栄典
- 1940年（昭和15年）5月13日 - 正五位[9]・従四位[10]

## 親族
- 妻 岡本綾子（二子石官太郎陸軍中将の娘）[1]